# Cathy Scott
Cathy Scott (San Diego, ...) è una giornalista statunitense.

## Biografia

### Infanzia e studi
La Scott si è laureata all'University of Redlands.

### Carriera
Da Las Vegas, dove lavorava come giornalista, iniziò ad interessarsi ad un pezzo di storia dell'hip hop americano: la faida fra le coste degli anni novanta e l'uccisione di Tupac Shakur e Christopher Wallace, esponenti di Los Angeles e New York rispettivamente, con la quale terminò. Ciò che uscì dal suo lavoro d'indagine furono le biografie sotto forma di libri-inchiesta: The Killing of Tupac Shakur e The Murder of Biggie Smalls, ambedue divenuti best seller negli Stati Uniti e nel Regno Unito.
Il materiale della Scott non passò inosservato all'industria cinematografica, e nel 2000 i produttori Jonathan Sheinberg e Beaux Carson presero in opzione entrambi i titoli della giornalista con l'intenzione di realizzarne un film intitolato Record Wars incentrato sulle vite dei due cantanti, con la The Machine (di proprietà di Sheinberg) a produrre. Nel 2005, dopo due anni di trattative, la "Carson Signature Films" convinse Suge Knight ad entrar a far parte del progetto fornendo come base per la sceneggiatura la sua versione dei fatti. Secondo il produttore Carson, il film sarebbe stato una sorta di «Training Day che incontra Il padrino». Del progetto, infine, non se ne fece più niente.

### Famiglia
Figlia dell'autrice Eileen Rose Busby  e dell'atleta olimpionico James M. Scott, pioniere del racquetball, ha due fratelli: J. Michael Scott, scienziato e ambientalista, e Cordelia Mendoza, imprenditrice. È nipote della pittrice californiana Esther Rose e Frank Rose, giornalista sportivo negli anni venti a Two Harbors (Minnesota), tra l'altro genitori dello ieromonaco russo ortodosso Seraphim Rose,

## Opere
- The Killing of Tupac Shakur, Huntington Press, 1997, 2002, ISBN 0-929712-20-X.
- The Murder of Biggie Smalls, St. Martin's Press, 2000, ISBN 0-312-26620-0.
- Death in the Desert: The Ted Binion Homicide Case, 2000, ISBN 1-58820-532-0.
- Seraphim Rose: The True Story and Private Letters, 2000, ISBN 1-928653-01-4.
- Murder of a Mafia Daughter: The Life and Tragic Death of Susan Berman, 2002, ISBN 1-56980-238-6.
- Pawprints of Katrina: Pets Saved and Lessons Learned, 2008, ISBN 0-470-22851-2.
- The Rough Guide to True Crime, Penguin, 2009, ISBN 1-85828-385-X.